# Vanchinbalyn Inyinash
Vanchinbalyn Inyinash (mongol, Ванчинбалын Инжаннаш, inǰannasi)  (1837-1892 fue un poeta, novelista e historiador mongol.
Sus versos se distinguen por sus marcados sentimientos cívicos y su fuerte crítica social . La crónica azul, una novela histórica, es tal vez una de sus obras más conocidas, trata sobre acontecimientos del siglo XIII y muestra sus ideales humanísticos y profundamente patrióticos. 
En El pabellón de un piso, una novela social de dos partes, describe la vida al sur de Mongolia bajo la represión manchú y su lucha por la dignidad humana. 
El pabellón de un piso y La cámara de las lágrimas rojas guardan semejanza con clásicos de la literatura china como Sueño en el pabellón rojo. Además, contiene bastantes términos tomados del chino, lo que hace bastante difícil su lectura para quienes no hablen esta lengua. Pero aun así, él siguió escribiendo en mongol y jamás se mostró prochino.

## Vida
Nació durante la Liga Yosutu, en los que hoy día es Beipiao, en Chaoyang. Tuvo un nombre durante su niñez Khaschuluu (qasčilaɣu, Хасчулуу), un nombre chino Baoying (寶瑛) y un nombre de cortesía Runting (潤亭). Su padre Vanchinbal (vangčinbala, Ванчинбал) era tayik, y por ende descendía de Gengis Kan. Vanchinbal era un gran coleccionista de literatura mongola, china clásica, manchú y tinetana y según el prefacio de Injinash, fue el autor de los ocho primeros capítulos de La crónica azul.
Las tensiones étnicas entre los mongoles y los chinos estallaron en el indidente Jindandao de 1891 por el que Injinash fue forzado a huir a Jinzhou, donde murió en 1892.

## Obras
- La crónica azul (köke sudur, Хөх судар (Khökh Sudar))
- La cámara de las lágimas rojas (ulaɣan-a ukilaqu tingkim, Улаанаа Ухилах танхим (Ulaanaa Ukhilakh Tankhim))
- El pabellón de un piso (nigen dabqur asar, Нэгэн Давхар Асар (Negen Davkhar Asar))